# 南田石

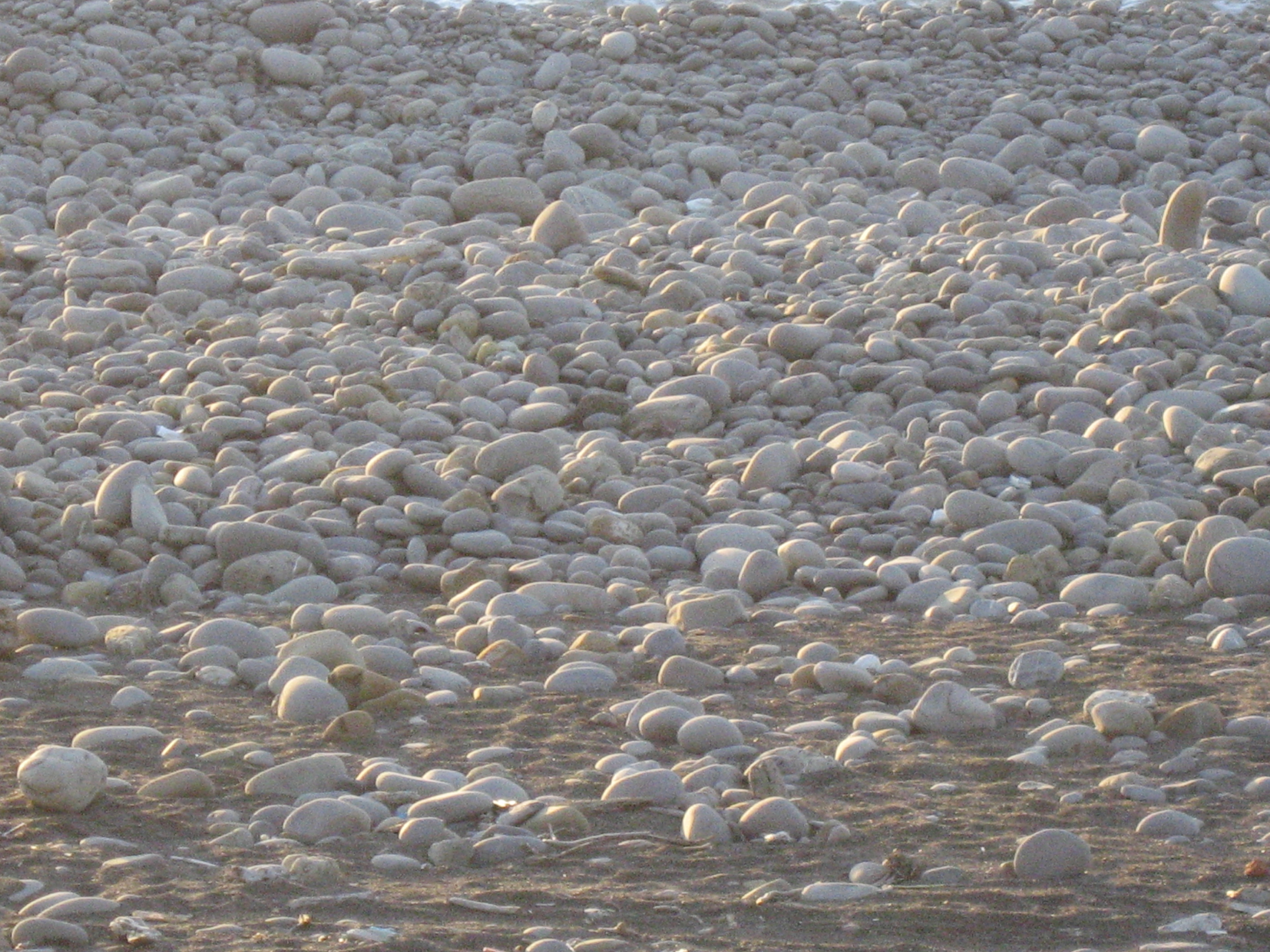
南田海岸之南田石。

南田石為分布於台灣東部的海岸的一種岩石的俗稱，因近台灣台東縣達仁鄉南田村而得名。主要分布於達仁鄉，亦分布於金峰鄉、大武鄉、太麻里鄉、成功鎮等地。由於天然的白黑色條紋分佈，常有天然圖形形成，也稱「南田圖案石」。亦是雅石收藏家收藏的石種之一。作為海岸的天然的保護屏障，2015年後公告嚴禁撿拾。

## 形成原因
原石種屬沉積岩中的硬砂岩，因早期地殼變動時崁入了石英，而形成黑白色相間的圖形。

## 外部連結
- 台東達仁鄉（页面存档备份，存于）
- 南田十里畫廊
- 南田石的身世（页面存档备份，存于）
- 台灣地質知識服務網（页面存档备份，存于）